# Scoot (luchtvaartmaatschappij)
Scoot Pte Ltd. is een lagekostenluchtvaartmaatschappij uit Singapore waarvan Singapore Airlines eigenaar is. Scoot is haar operaties gestart in 2012 en biedt bestemmingen aan naar voornamelijk Australië en China. Scoot onderscheidde zich van andere luchtvaartmaatschappijen die eigendom zijn van Singapore Airlines zoals SilkAir, dat een regionale maatschappij is en Tiger Airways, later Tigerair, dat een lagekostenluchtvaartmaatschappij is die korte en middellange vluchten uitvoert.
Op 25 juli 2017 werd Tigerair officieel samengevoegd in Scoot met behulp van Tigerair's air operator's certificate (AOC) om de low-cost luchtvaartactiviteiten te consolideren. Met de wijziging van AOC werd de IATA-code van de luchtvaartmaatschappij gewijzigd van TZ naar TR en de ICAO-code werd gewijzigd van SCO in TGW, eerder gebruikt door Tigerair. Het merk 'Scoot' en de roepnaam 'Scooter' blijven echter behouden. Het hoofdkantoor bevindt zich op Changi Airport.